# Arteche

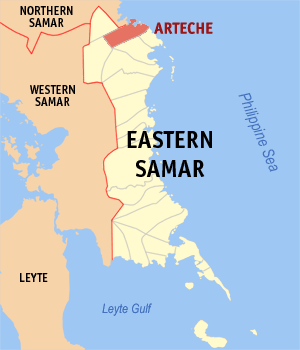
Bản đồ Đông Samar với vị trí của Arteche

Arteche là một đô thị hạng 5 ở tỉnh Đông Samar, Philippines. Theo điều tra dân số năm 2000 của Philipin, đô thị này có dân số 13.024 người trong 2.561 hộ.

## Các đơn vị hành chính
Arteche được chia ra 20 barangay.
| - Aguinaldo - Balud - Bato (San Luis) - Beryli - Bigo - Buenavista - Cagsalay - Campacion - Carapdapan - Casidman | - Catumsan - Central - Concepcion - Garden - Inayawan - Macarthur - Rawis - Tangbo - Tawagan - Tebalawon |